# Teorema de Cayley-Hamilton

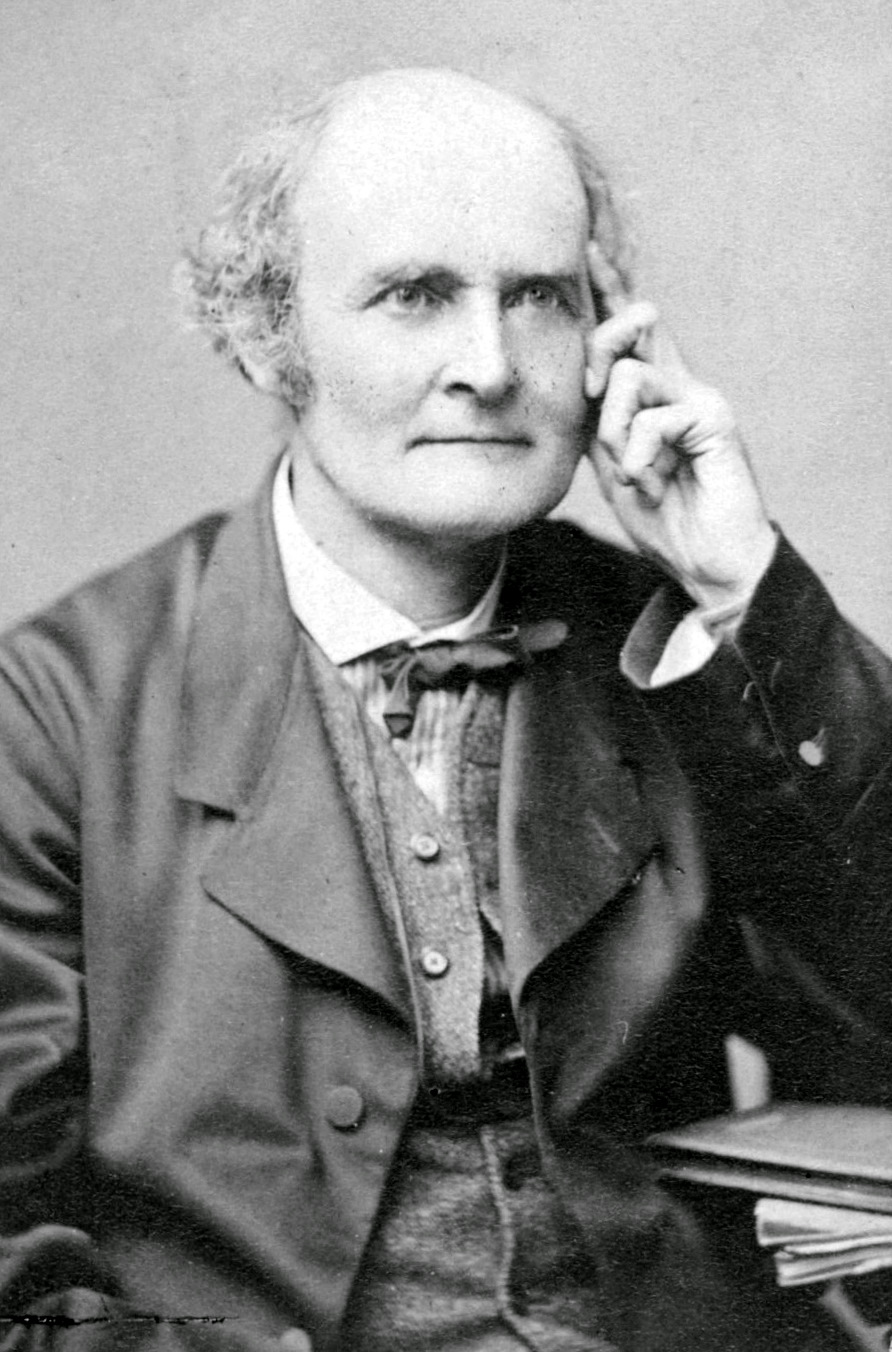
Retrato de Arthur Cayley.

En álgebra lineal, el teorema de Cayley-Hamilton (que lleva los nombres de los matemáticos Arthur Cayley y William Hamilton) asegura que todo endomorfismo de un espacio vectorial de dimensión finita sobre un cuerpo cualquiera anula su propio polinomio característico.
En términos matriciales, eso significa que:
Si A  es una matriz cuadrada de orden n y si {\displaystyle p(\lambda )=\det(\lambda I_{n}-A)=\lambda ^{n}+p_{n-1}\lambda ^{n-1}+\ldots +p_{1}\lambda +p_{0}} es su polinomio característico  (polinomio de indeterminada λ), entonces al sustituir formalmente λ por la matriz A en el polinomio, el resultado es la matriz nula:
{\displaystyle p(A)=A^{n}+p_{n-1}A^{n-1}+\ldots +p_{1}A+p_{0}I_{n}=0_{n}.\;}
El teorema de Cayley-Hamilton se aplica también a matrices cuadradas de coeficientes en un anillo conmutativo cualquiera.
Un corolario importante  del  teorema de Cayley-Hamilton afirma que el polinomio mínimo de una matriz dada es un divisor de su polinomio característico, y no solo eso, el polinomio mínimo tiene los mismos factores irreducibles que el polinomio característico.

## Motivación
Este teorema tiene dos familias de uso:
- Permite establecer resultados teóricos, por ejemplo para calcular el polinomio característico de un endomorfismo nilpotente.
- Permite también simplificaciones poderosas en el cálculo de matrices. La aproximación por polinomios mínimos es en general menos costosa que la que se hace por determinantes.

Encontramos este teorema utilizado en los artículos sobre los polinomios de endomorfismo, endomorfismos nilpotentes, y más en general en la teoría general de las matrices.

## Demostración
Efectuamos la demostración sobre la matriz {\displaystyle A}. Definamos la matriz {\displaystyle B(X)} como {\displaystyle B(X)=adj(A-I\cdot X)}. Sabemos que
{\displaystyle \quad B(X)\cdot (A-I\cdot X)=I\cdot \det(A-I\cdot X)=I\cdot P(X)}
Podemos interpretar los miembros y factores de esta igualdad como polinomios en X con coeficientes en el anillo de las matrices cuadradas nxn con coeficientes en K. Escribamos {\displaystyle B(X)=\sum _{i}B_{i}\cdot X^{i}}. Tomando {\displaystyle X=A}, se obtiene {\displaystyle 0=(\sum _{i}B_{i}\cdot A^{i})\cdot (A-A)=I\cdot P(A)}, luego {\displaystyle P(A)=0}. 
Véase también Polinomio de endomorfismo para otra demostración.

## Ejemplo
Consideremos por ejemplo la matriz 
{\displaystyle A={\begin{pmatrix}1&2\\3&4\end{pmatrix}}}.
El polinomio característico se escribe
{\displaystyle p(\lambda )=\det {\begin{pmatrix}\lambda -1&-2\\-3&\lambda -4\end{pmatrix}}=(\lambda -1)(\lambda -4)-(-2)(-3)=\lambda ^{2}-5\lambda -2.}
El teorema de Cayley-Hamilton afirma que
{\displaystyle A^{2}-5A-2I_{2}=0}
y esta relación puede verificarse inmediatamente en ese caso.
Además el teorema de Cayley-Hamilton permite calcular las potencias de una matriz de modo más sencillo que por un cálculo directo.
Tomemos la relación anterior
{\displaystyle A^{2}-5A-2I_{2}=0}
{\displaystyle A^{2}=5A+2I_{2}}
Así, por ejemplo, para calcular A4, podemos escribir
{\displaystyle A^{3}=(5A+2I_{2})A=5A^{2}+2A=5(5A+2I_{2})+2A=27A+10I_{2}}
y llegamos 
{\displaystyle A^{4}=A^{3}A=(27A+10I_{2})A=27A^{2}+10A=27(5A+2I_{2})+10A}
{\displaystyle A^{4}=145A+54I_{2}}.
Podemos utilizar también la relación polinomial inicial {\displaystyle A^{2}-5A-2I_{2}=0} para probar la inversibilidad de A y calcular su inverso. En efecto, basta con factorizar una potencia de A donde sea posible y 
{\displaystyle A(A-5I)=2I_{2}}
lo que demuestra que A admite como inverso 
{\displaystyle A^{-1}={\frac {1}{2}}(A-5I)}